# Bert Ambrose

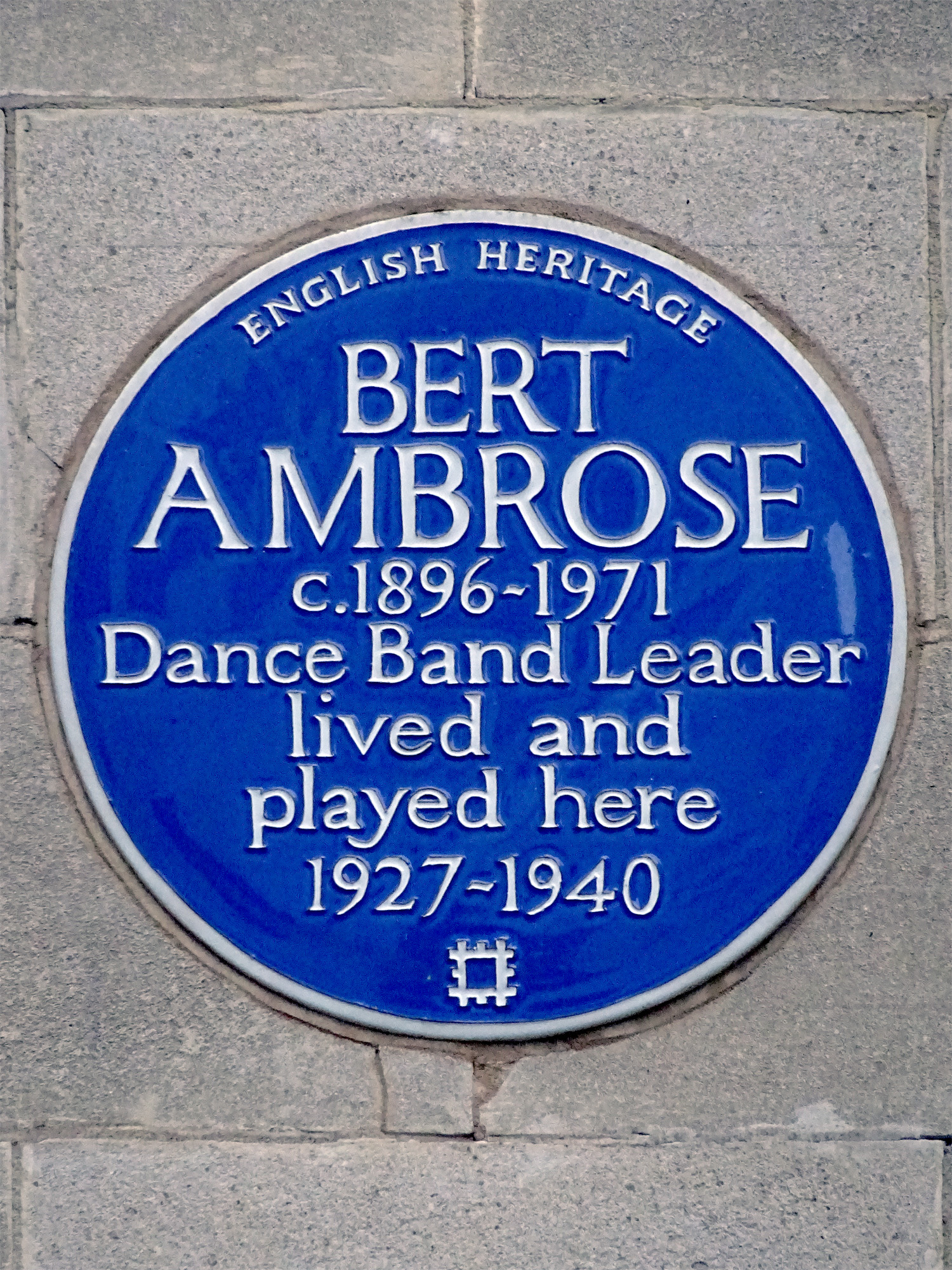
Gedenktafel für Bert Ambrose am May Fair Hotel in London.

Bert Ambrose, auch nur Ambrose, eigentlich Benjamin Baruch Ambrose (* 15. September 1896 in London, England; † 11. Juni 1971 ebenda) war ein englischer Violinist und Bandleader.
Ambrose stammt aus einer jüdischen Händlerfamilie aus dem Londoner Eastend. Während seiner Kindheit zog seine Familie nach New York City; dort sammelte er erste Erfahrungen als Musiker und musikalischer Direktor. 1923 nahm er für Columbia auf; Ende der 1920er Jahre kehrte er nach London zurück, wo er 1927 ein Orchester hauptsächlich mit amerikanischen Musikern gründete und bis Ende der 1930er mit eigenen (Tanz-)Orchestern hauptsächlich im Embassy Club oder im May Fair Hotel spielte. 1928 begann die BBC seine Auftritte regelmäßig aus dem Mayfair zu übertragen. Dies und seine zahlreichen Plattenaufnahmen (Brunswick, His Master’s Voice und Decca) machten ihn zu einem der populärsten Bandleader im Vereinigten Königreich und in den Vereinigten Staaten. Einer seiner bekanntesten Solisten war Danny Polo, Bandvokalistin in den 1930er-Jahren Elsie Carlisle.

Ambrose trat bis zum Ende der Big-Band-Ära Mitte der 1950er-Jahre weiter mit Bands verschiedener Größe auf. Später betätigte er sich im Bereich des Künstler-Managements (er betreute die Schlagersängerin Kathy Kirby).